# Enlinia magnicornis
Enlinia magnicornis är en tvåvingeart som beskrevs av Robinson 1969. Enlinia magnicornis ingår i släktet Enlinia och familjen styltflugor.
Artens utbredningsområde är Oaxaca (Mexiko). Inga underarter finns listade i Catalogue of Life.